# The Broadsword and the Beast
The Broadsword and the Beast — чотирнадцятий студійний альбом англійської групи Jethro Tull, який був випущений 10 квітня 1982 року.

## Композиції
1. Beastie — 3:58
2. Clasp — 4:18
3. Fallen on Hard Times — 3:13
4. Flying Colours — 4:39
5. Slow Marching Band — 3:40
6. Broadsword — 5:03
7. Pussy Willow — 3:55
8. Watching Me, Watching You — 3:41
9. Seal Driver — 5:10
10. Cheerio — 1:09

## Учасники запису
- Мартін Барр — гітара
- Ян Андерсон — флейта, фортепіано, вокал
- Джеррі Конвей — барабани
- Дейв Пегг — бас-гітара